# معبد داروما
معبد داروما (ژاپنی: 達磨寺) یک معبد ذن بودایی در شهر اوجی، نارا است.